# Marmara (Tageszeitung)
Marmara (armenisch Մարմարա, manchmal Nor Marmara – „Neu-Marmara“) ist eine armenischsprachige Tageszeitung, die seit dem 31. August 1940 im türkischen Istanbul herausgegeben wird.
Sie wurde von dem armenischen Journalisten und Auslandskorrespondenten Suren Şamlıyan als Wochenzeitung gegründet, des regen Interesses wegen jedoch in eine Tageszeitung umgewandelt. Nach Şamlıyans Tod 1951 übernahmen seine Tochter und deren Ehemann, Seta und Bedros Zobyan, die Zeitung. Als die Zobyans Istanbul 1967 in Richtung Kanada verließen, übergaben sie die Zeitung an Rober Haddeciyan (auch bekannt als Robert Haddeler) als Chefredakteur, einen Schriftsteller und Journalisten, der bereits für die Zeitung arbeitete.
Marmara wird heute sechsmal wöchentlich herausgegeben (ausgenommen sonntags) und umfasst vier Seiten. Die Freitagsausgabe umfasst auch eine Beilage auf Türkisch. Die Zeitung wird in Istanbul verkauft und an Abonnenten im Ausland verschickt. Die Auflage beträgt 2.500 pro Ausgabe.